# Niklas Geske
Niklas Geske (Dortmund, 13 aprile 1994) è un cestista tedesco.

## Carriera
Con la Germania universitaria ha disputato le Universiadi di Gwangju 2015.